# ATP Jakarta
Das ATP-Turnier von Jakarta (offiziell Jakarta Open) war ein Tennisturnier, das von 1973 bis 1974 und von 1993 bis 1996 in der indonesischen Hauptstadt Jakarta ausgetragen wurde.

## Geschichte
Das Turnier wurde im Freien auf Hartplätzen gespielt, Veranstaltungsort war das Gelora-Bung-Karno-Stadion. Angesetzt war es meist zu Beginn der Saison, es diente als Vorbereitung für die Australian Open. Das Turnier gehörte in den ersten zwei Jahren zum Grand Prix Tennis Circuit, ab dem Neustart 1993 war es Teil der ATP World Series, der Vorgängerserie der ATP Tour 250 innerhalb der ATP Tour.

## Siegerliste
Rekordsieger des Turniers ist der US-Amerikaner Michael Chang, der die ersten zwei Austragungen der Veranstaltung in den 90er-Jahren gewinnen konnte.

### Einzel
| Jahr                        | Sieger            | Finalgegner       | Finalergebnis |
| --------------------------- | ----------------- | ----------------- | ------------- |
| 1996                        | Sjeng Schalken    | Younes El Aynaoui | 6:3, 6:2      |
| 1995                        | Paul Haarhuis     | Radomír Vašek     | 7:5, 7:5      |
| 1994                        | Michael Chang (2) | David Rikl        | 6:3, 6:3      |
| 1993                        | Michael Chang (1) | Carl-Uwe Steeb    | 2:6, 6:2, 6:1 |
| 1975–1992: keine Austragung |                   |                   |               |
| 1974                        | Onny Parun        | Kim Warwick       | 6:3, 3:6, 6:4 |
| 1973                        | John Newcombe     | Ross Case         | 7:6, 7:6, 6:3 |

### Doppel
| Jahr                        | Sieger                         | Finalgegner                           | Finalergebnis |
| --------------------------- | ------------------------------ | ------------------------------------- | ------------- |
| 1996                        | Rick Leach Scott Melville      | Kent Kinnear Dave Randall             | 6:1, 2:6, 6:1 |
| 1995                        | David Adams Andrei Olchowski   | Ronald Agénor Shūzō Matsuoka          | 7:5, 6:3      |
| 1994                        | Jonas Björkman Neil Borwick    | Jorge Lozano Jim Pugh                 | 6:4, 6:1      |
| 1993                        | Diego Nargiso Guillaume Raoux  | Jacco Eltingh Paul Haarhuis           | 7:6, 6:7, 6:3 |
| 1975–1992: keine Austragung |                                |                                       |               |
| 1974                        | Ismail El Shafei Roscoe Tanner | Jürgen Fassbender Hans-Jürgen Pohmann | 7:5, 6:3      |
| 1973                        | Mike Estep Ian Fletcher        | John Newcombe Allan Stone             | 7:5, 6:4      |